# Barbara Brown Taylor
Barbara Brown Taylor (Estados Unidos, 21 de setembro de 1951) é uma sacerdotisa, professora, escritora e teóloga norte-americana. Em 2014, apareceu na lista de 100 pessoas mais influentes do ano pela Time.